# EMD SD40T-2形ディーゼル機関車
EMD SD40T-2は、アメリカのGM-EMDが製造した6動軸の電気式ディーゼル機関車である。車体形状はフード・ユニット、軸配置は3軸台車のC-C形。搭載するディーゼルエンジンの出力は3,000馬力(2,240kW)である。1974年4月から1980年6月の間に312両が製造された。
SD40-2の長大トンネル対策仕様であり、SD45T-2とともにトンネルモーター(トンネル用機関車の意)と呼ばれるが、正式にはSD40-2の冷却システム変更版とされ、EMDのマニュアルにもその旨が表記されている。

## 解説

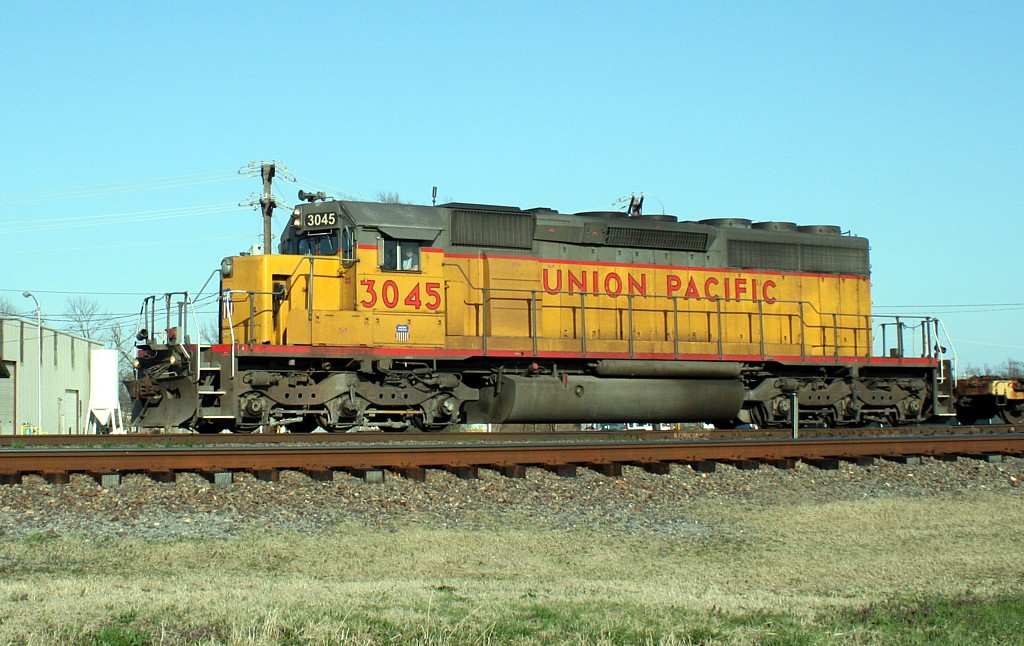
SD40-2。車体後部ラジエター上にファンが3つ見える。

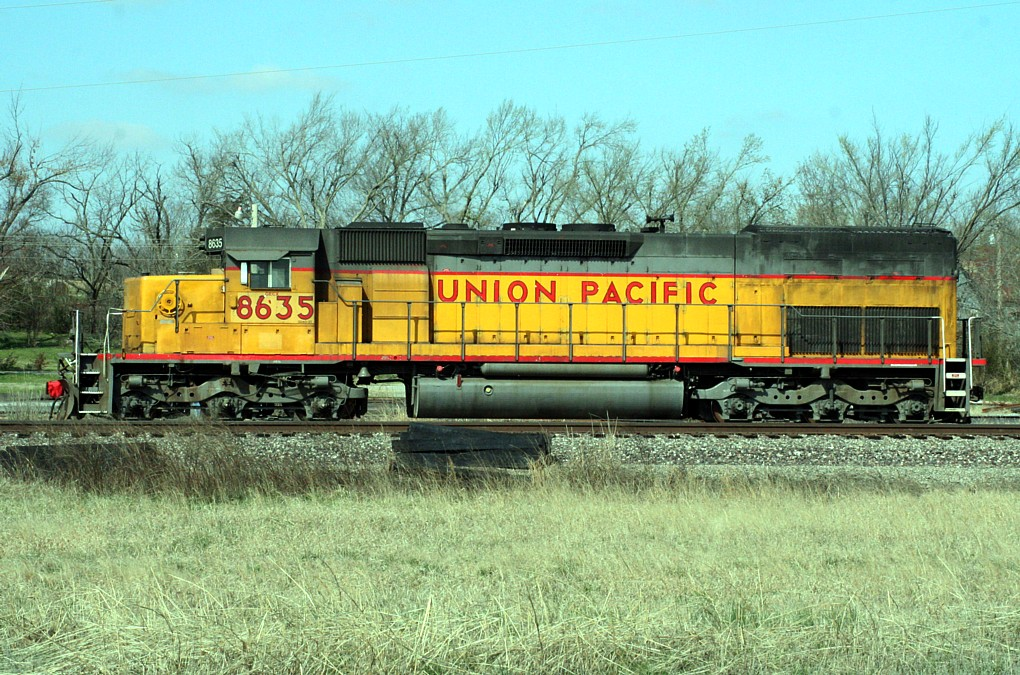
SD40T-2。車体後部ラジエター側面の吸気口は下にあり、上にファンはない。

長大トンネル対策仕様の最大の特徴は、ラジエターの冷却風の取入れ方法にある。通常仕様ではラジエターファンのグリルは車体後部（運転室と逆側。ロングフード側端部）の側面上側にあるが、長大トンネル内で天井付近に滞留する高温の排出ガスを冷却風として取り込むと冷却能力に影響が出てしまうため、吸気口を車体側面のデッキの高さに置くことで、新鮮で清涼な空気の吸入を可能とした。
当初はデンバー・アンド・リオグランデ・ウェスタン鉄道（リオグランデ鉄道、D&RGW）、サザン・パシフィック鉄道（SP）とその子会社の計3社が保有していたが、各社の合併によりSP鉄道に集結した。後にSPはユニオン・パシフィック鉄道(UP)と合併したため、全車がUPに継承されている。2005年から各社にリースされている。

## 新製時の所有者
| 鉄道会社                                            | 両数 | ロードナンバー                                                  | 備考                                                       |
| --------------------------------------------------- | ---- | --------------------------------------------------------------- | ---------------------------------------------------------- |
| デンバー・アンド・リオグランデ・ウェスタン鉄道(DRG) | 73   | 5341-5413                                                       | すべてショートノーズは81インチまたは88インチ仕様           |
| セント・ルイス・サザン鉄道 (コットン・ベルト)       | 10   | 8322-8326, 8372-8376                                            | スヌート・ノーズタイプ                                     |
| サザン・パシフィック鉄道(SP)                        | 229  | 8230-8299, 8300-8321, 8327-8341 8350-8371, 8377-8391, 8489-8573 | 8300台のものは無線操縦装置を搭載したためスヌート・ノーズ。 |